# Skoczek różany
Skoczek różany, ślepik różowiec (Edwardsiana rosae) – pluskwiak równoskrzydły z rodziny bezrąbkowatych. Jest powszechnie występującym szkodnikiem róż.

## Wygląd
Larwy dorastają do 3 mm, imago do około 4 mm. Dorosły osobnik jest koloru białożółtego, posiada klinowato zaostrzony odwłok i dachówkowato ułożone skrzydła. Cechy zewnętrzne nie są wystarczające do rozróżnienia go od innych przedstawicieli rodzaju Edwardsiana. Na przednich skrzydłach szew między przykrywką i międzykrywką bez znaczeń. Twarz zwykle bez znaczeń, niekiedy z brązowawymi kropkami w części górnej. Samiec ma trzon edeagusa silnie spłaszczony w widoku bocznym, na przedniej krawędzi wyglądający na laminowany. Zewnętrzne wyrostki edeagusa tworzą z jego trzonem mniej więcej kąt prosty. Wewnętrzne wyrostki w widoku bocznym krzyżują się z zewnętrznymi. U okazów spasożytowanych niekiedy zewnętrzne i wewnętrzne wyrostki mogą być zlane.

## Występowanie
Gatunek ten występuje w większości krajów Europy, wschodniej Palearktyce, na Bliskim Wschodzie, w krainie orientalnej oraz nearktycznej. W Europie Środkowej pospolity. Żyje na spodniej stronie liści róż. Na dolnej stronie blaszki liściowej można zauważyć liczne larwy oraz dojrzałe osobniki. Dorosłe owady przelatują również na inne rośliny, w tym drzewa owocowe.

## Tryb życia
Skoczki te żywią się sokami roślin, przede wszystkim róży. Samice składają jaja dwukrotnie, najpierw od maja do czerwca, a później od sierpnia do nastania pierwszych przymrozków. Złożone jaja zimują w pędach róży. Larwy dojrzewają pod koniec maja.